# Bombenanschlag in Istanbul am 13. November 2022

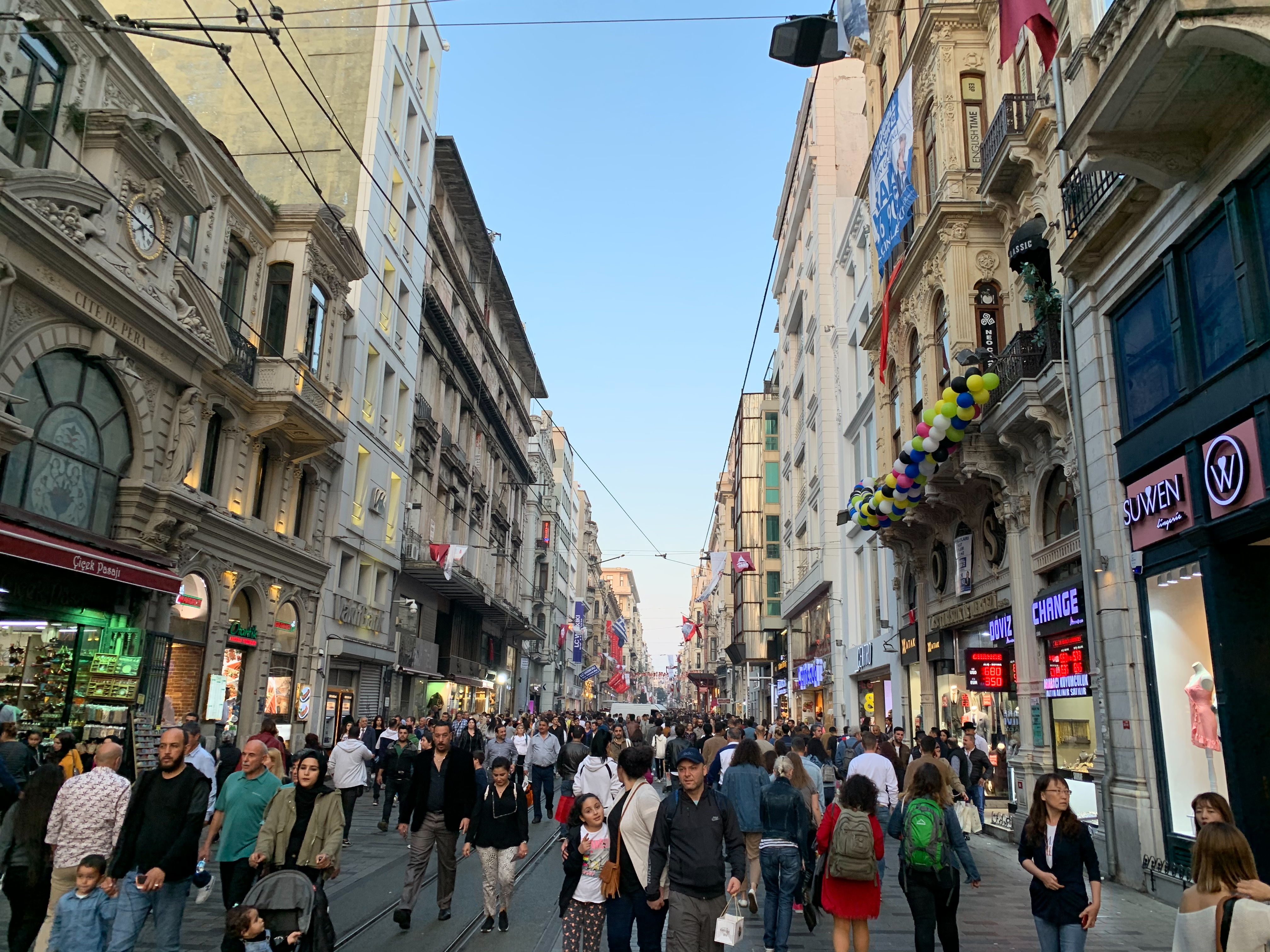
İstiklal, 2019

Der Bombenanschlag in Istanbul am 13. November 2022 war ein Anschlag auf der İstiklal Caddesi im Stadtteil Beyoğlu, die zum Taksim-Platz verläuft. Die Explosion ereignete sich um 16:20 Uhr Ortszeit.

## Hintergrund
Im Zentrum von Istanbul gab es in der Vergangenheit Anschläge sowohl kurdischer Separatisten als auch militanter Islamisten.

## Anschlag
Nach Angaben der Ermittler detonierte ein in einem Paket neben einer Parkbank abgestellter Sprengsatz.

## Opfer

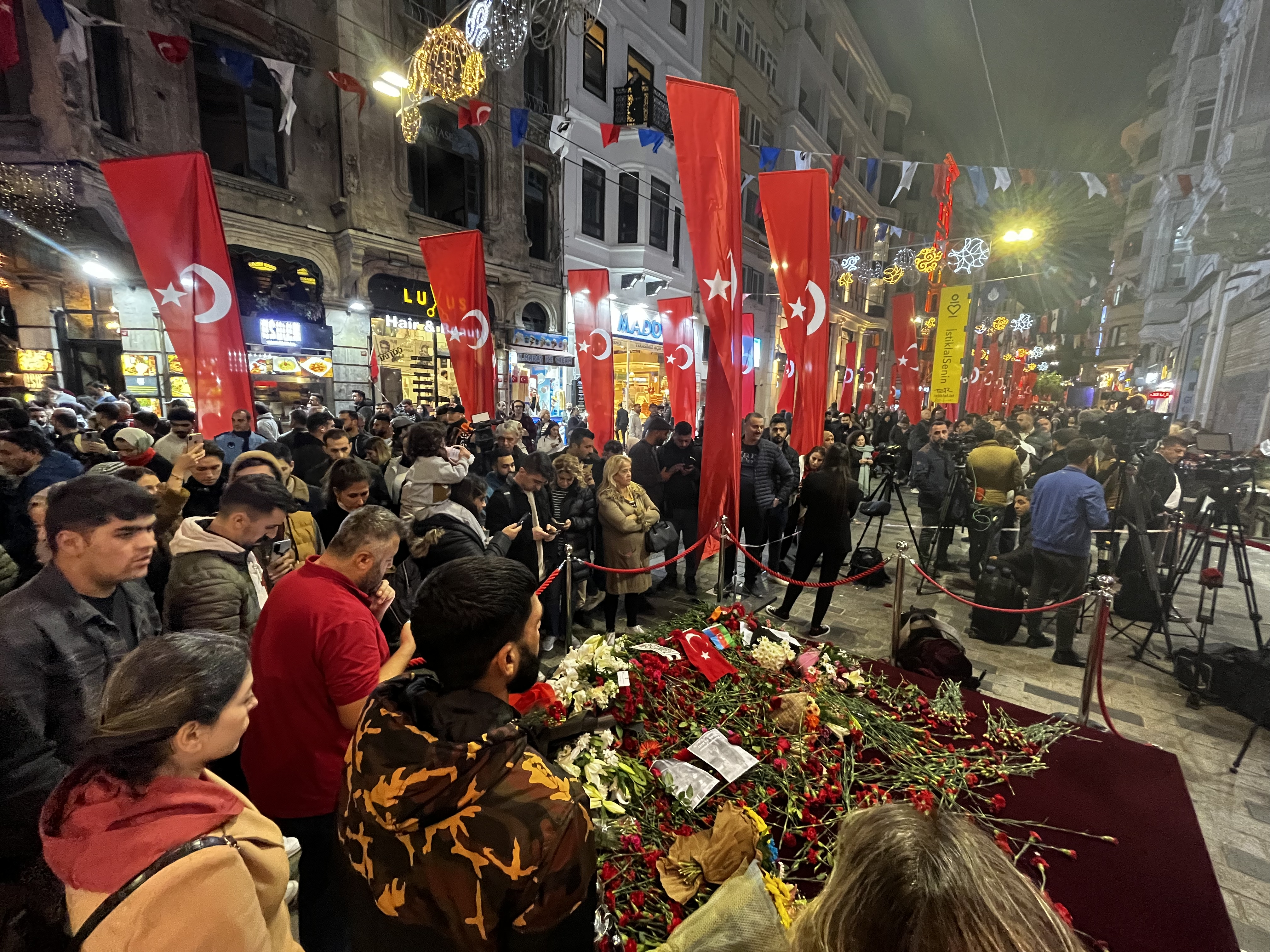
Gedenkstelle für die Opfer des Anschlags

Es gab 6 Tote und 81 Verletzte. Vier der sechs Opfer starben am Ort des Geschehens, zwei weitere Personen erlagen später im Krankenhaus ihren Verletzungen. Unter den Toten befinden sich zwei Kinder im Alter von 9 und 15 Jahren.
Der türkische Gesundheitsminister Fahrettin Koca erklärte, dass am Abend des Anschlags 39 der 81 Verletzten aus dem Krankenhaus entlassen wurden. Von den 42 Personen, die noch behandelt wurden, befanden sich fünf auf der Intensivstation, zwei von ihnen galten als schwer verletzt.

## Medien
Die türkische Regierung verhängte wenige Minuten nach dem Anschlag mittels der ihr nachgeordneten Rundfunk-Aufsichtsbehörde RTük eine absolute Nachrichtensperre. Sämtliche Medien durften nur noch offizielle Verlautbarungen wiedergeben. Anschließend wurden die sozialen Medien in der Türkei abgeschaltet. Twitter, das in der Türkei als wichtigster Nachrichtenkanal für regierungskritische Informationen gilt, war nur noch via eines VPN-Dienstes mit einer Umgehung über das Ausland bedienbar.
In den Stunden danach verkündete das türkische Staatsfernsehen TRT Schritt für Schritt die Fahndungsergebnisse.

## Ermittlungen
Der türkische Präsident Recep Tayyip Erdoğan und Vize-Präsident Fuat Oktay sprachen von einem Anschlag. Oktay sagte, dass eine Bombe von einer Frau gezündet worden sein soll.
Der türkische Justizminister Bekir Bozdağ sagte, dass auf Videos zu sehen gewesen sei, dass die verdächtige Frau etwa 40 Minuten lang auf einer Bank auf der Einkaufsstraße gesessen habe, und kurz vor der Detonation aufstand. 
Der türkische Innenminister Süleyman Soylu sagte, dass die Person, die die Bombe gelegt hatte, von der Istanbuler Polizei festgenommen wurde. Die verdächtige Frau sei zusammen mit mehreren anderen Verdächtigen in einer Wohnung im Istanbuler Vorort Küçükçekmece festgenommen worden. Soylu sagte am frühen Montag, die Attacke sei in Nordsyrien geplant worden und beschuldigte die PKK und die YPG. Die türkische Polizei nahm insgesamt 46 Personen fest, darunter die mutmaßliche Attentäterin. Am frühen Morgen des 14. November 2022 zeigte das türkische Staatsfernsehen ein Video der staatlichen Nachrichtenagentur Anadolu, das die Festnahme zeigt.
Der Name der Attentäterin sei Ahlam Albashir, sie sei syrische Staatsangehörige. Laut türkischen Regierungsangaben habe die Frau unmittelbar nach ihrer Festnahme zugegeben, die Bombe gelegt zu haben. Zudem habe sie zugegeben, Anhängerin der kurdischen PKK beziehungsweise ihrer syrischen Ableger PYD und deren Miliz YPG zu sein. Sie habe von der PKK in Kobanê den Auftrag zu dem Attentat erhalten. Von Kobanê sei sie zunächst nach Afrin gereist und von dort dann weiter illegal in die Türkei. Nach dem Attentat habe sie ins benachbarte Griechenland fliehen wollen.
Die PKK bestreitet eine Beteiligung.
Türkische Beamte sagten, sie glauben, dass die Person, die den Angriff ausgeführt hat, mit militanten Kurden vernetzt ist, aber sie schließen die Möglichkeit eines Anschlags durch den Islamischen Staat nicht aus.
Etwa eine Woche nach einem Anschlag wurden in Bulgarien fünf Personen festgenommen, denen die bulgarische Staatsgewalt Mithilfe bei der Ausführung des Anschlags vorwirft.

## Reaktionen

### National
In einer Fernsehansprache erklärte der türkische Staatspräsident Recep Tayyip Erdoğan, es habe sich um einen „hinterhältigen  Anschlag“ gehandelt. Die Verantwortlichen würden bestraft. Nachdem Innenminister Soylu bekannt gegeben hatte, die PKK habe den Anschlag begangen, reiste er zum Anschlagsort und sagte dort: „Wir werden zurückschlagen“. Er wies die Beileidsbekundung der US-Botschaft in der Türkei brüsk zurück. Das sei scheinheilig, würden doch gerade die USA die PKK/YPG in Syrien nach wie vor mit Waffen unterstützen.
Die türkische Rundfunk-Aufsichtsbehörde RTük verhängte nach dem Anschlag eine Nachrichtensperre. Man wolle Angst und Panik vermeiden. Türkische Sender unterbrachen daraufhin die Berichterstattung über die Explosion.

### PKK
Die PKK dementierte jede Verantwortung für den Anschlag. „Die demokratische Öffentlichkeit weiß genau, dass wir Aktionen nicht akzeptieren, die auf Zivilisten abzielen“, teilte die PKK mittels ihrer Nachrichtenagentur „Firat“ mit. Ein Kommandeur der syrischen YPG widersprach Vorwürfen der türkischen Behörden.
Türkische Medien befürchten im Vorfeld der Präsidenten- und Parlamentswahlen im Sommer 2023 wieder eine Verschärfung der Sicherheitslage.

### International
- Der französische Präsident Emmanuel Macron kondolierte der Türkei,[18]
- ebenso der schweizerische Bundespräsident Ignazio Cassis[19]
- und der deutsche Bundeskanzler Olaf Scholz.[20]
- Das Weiße Haus verurteilte den Anschlag und sagte, sie stünden Schulter an Schulter mit ihrem NATO-Partner, um den Terrorismus zu bekämpfen.[4]
- Der UNO-Generalsekretär António Guterres verurteilte den Anschlag auf das Schärfste. Außerdem sprach er den Opfern und ihren Familien sowie der Regierung und dem Volk der Türkei sein tief empfundenes Beileid aus.[21]